# 越智越人
越智 越人（おち えつじん、1656年（明暦2年） - 1739年（元文4年）頃？）は、江戸時代前期の俳諧師。別号に槿花翁（きんかおう）。尾張蕉門の重鎮で、蕉門十哲の一人。「更科紀行」の旅に同行した。
著作に不猫蛇（ふみょうじゃ）、猪の早太（いのはやた）、編集に鵲尾冠（しゃくびかん）、庭竈集（にわかまどしゅう）など。
名古屋に縁のある越人の墓所は、浄土真宗本願寺派「転輪山長円寺」（愛知県名古屋市中区栄二丁目4番23号）にある。名古屋市の史跡に指定され、同寺の境内入ってすぐに由緒書きがある。墓石には「負山氏越人叟之墓」と刻まれている。

## 略歴
- 明暦2年（1656年）、越後に生まれる。
- 名古屋にて紺屋を営む。
- 貞享元年（1684年）、芭蕉に会い入門。
- 貞享5年（1688年）「更科紀行」で知られる旅に同行。

## 主な句
- うらやましおもひ切時猫の恋　（猿蓑）